# Макиагодена
Макиаго̀дена (на италиански: Macchiagodena) е село и община в Централна Италия, провинция Изерния, регион Молизе. Разположено е на 864 m надморска височина. Населението на общината е 1877 души (към 2010 г.).